# 천사소녀 새롬이
《마법의 천사 크리미 마미 》(일본어: 魔法の天使クリィミーマミ)는 1983년 스튜디오 피에로에서 제작된 마법소녀물 애니메이션이다. 기존 6, 70년대 마법소녀 패턴을 탈피 "아이돌 가수"란 아이템을 최초로 도입하였다. 대한민국에서는 1987년 7월 MBC에서 "천사소녀 새롬이"란 제목으로 방영되었다.

## 작품소개
- 피에로 마법소녀 시리즈(일본어: ぴえろ魔法少女シリーズ)의 1탄으로 아이돌 가수 오오타 타카코(일본어: 太田貴子)가 주역과 주제가를 맡았다.
- 많은 소녀팬들의 인기를 얻어 마법소녀물의 대표작으로 자리매김했다.
- 기존의 60,70년대 마법소녀 패턴을 탈피하여 "아이돌 가수"란 아이템을 도입, 마법을 사용해 주인공 소녀가 인기 가수가 되는 작품의 원조로 여겨지고 있다.
- 미디어 믹스의 시초로 주인공 소녀가 인기 가수가 되는 작품의 원조로 여겨지고 있다. 이러한 작품으로는 '아이돌 전설 에리코', '아이돌 전설 요우코소 요코', '만월을 찾아서' 등이 있다.

## 줄거리
모리사와 유우(일본어: 森沢優)는 10살 소녀. 어느날 길을 잃은 페더스타(일본어: フェザースター)의 요정 피노피노(일본어: ピノピノ)와 만난다. 길안내를 해준 대가로 1년 동안 16살의 모습으로 변신할 수 있는 마법의 힘을 얻게 되고, 변신한 모습을 본 연예 기획사의 눈에 띄어 가수로 데뷔하게 된다. 그렇게 유우는 인기 가수 크리미 마미(일본어: クリィミーマミ)가 되어 활약하게 되지만, 짝사랑 상대인 오오토모 토시오(일본어: 大伴俊夫)는 크리미 마미의 열성적인 팬이 되고 마는데...

## 주제가
- 여는곡
작사: 이재욱/작곡: 마상원/노래: 민트리오
- 데뷔곡「노래하는 꾀꼬리」
작사: 나성희/작곡: 마상원/노래: 민트리오
- 삽입곡「사랑은 하나로 만들죠」
작사: 이명준/작곡: 마상원/노래: 민경옥
- 삽입곡「아롬이와 다롬이」
작사: 나성희/작곡: 마상원/노래: 민경옥

## 방영 리스트
| 회차     | 회차 | 부제                                        | 본 방송일        | 본 방송일        |
| 대한민국 | 일본 | 부제                                        | 일본             | 대한민국         |
| -------- | ---- | ------------------------------------------- | ---------------- | ---------------- |
| 1화      | 1화  | 신기한 지팡이 (フェザースターの舟)          | 1983년 7월 1일   | 1987년 7월 27일  |
| 2화      | 2화  | 새롬이의 탄생 (スター誕生!)                 | 1983년 7월 8일   | 1987년 7월 28일  |
| 3화      | 3화  | 새롬이의 데뷔 (デビュー!デビュー!!)         | 1983년 7월 15일  | 1987년 8월 3일   |
| 4화      | 4화  | 야외공연 (スクランブル トップテン)          | 1983년 7월 22일  | 1987년 8월 4일   |
| 5화      | 5화  | 새롬이의 비밀 (あぶない!?マミの秘密!)       | 1983년 7월 29일  | 1987년 8월 10일  |
| 6화      | 6화  | 전설의 숫사슴 (伝説の雄鹿)                  | 1983년 8월 5일   | 1987년 8월 11일  |
| 7화      | 7화  | 새롬이의 문병 (大親分に花束を!)             | 1983년 8월 12일  | 1987년 8월 17일  |
| 8화      | 8화  | 미리클 듀엣 (渚のミラクルデュエット)        | 1983년 8월 19일  | 1987년 8월 18일  |
| 9화      | 9화  | 한 여름의 요정 (ま夏の妖精)                 | 1983년 8월 26일  | 1987년 8월 24일  |
| 10화     | 10화 | 캐더린의 꿈 상자 (ハローキャサリン)         | 1983년 9월 2일   | 1987년 8월 25일  |
| 11화     | 11화 | 아빠! 돌아와요 (パパは中年ライダー)         | 1983년 9월 9일   | 1987년 8월 31일  |
| 12화     | 12화 | 촬영장의 유령소동 (スタジオは大停電!)       | 1983년 9월 16일  | 1987년 9월 1일   |
| 13화     | 13화 | 거울속의 새롬이 (鏡のむこうのマミ)          | 1983년 9월 23일  | 1987년 9월 7일   |
| 14화     | 14화 | 혜성에서 온 사람 (私のMr.ドリーム)          | 1983년 9월 30일  | 1987년 9월 8일   |
| 15화     | 15화 | 천사와 악마 (虹色の天使)                    | 1983년 10월 7일  | 1987년 9월 14일  |
| 16화     | 16화 | 다시 만난 친구 (海に消えたメモリー)         | 1983년 10월 14일 | 1987년 9월 15일  |
| 17화     | 17화 | 시간이 잠자는 숲 (時のねむる森)             | 1983년 10월 21일 | 1987년 9월 21일  |
| 18화     | 20화 | 위험한 선물 (危険なおくりもの!)             | 1983년 11월 11일 | 1987년 9월 22일  |
| 19화     | 22화 | 나팔 부는 아이 (みどりくんとプップクプー)   | 1983년 11월 25일 | 1987년 9월 28일  |
| 20화     | 24화 | 소녀와 곰 (クマ熊オーディション)            | 1983년 12월 9일  | 1987년 9월 29일  |
| 21화     | 28화 | 별난친구 모모 (ふしぎな転校生)              | 1984년 1월 13일  | 1987년 10월 5일  |
| 22화     | 19화 | 새롬이의 긴 하루 (マミの一番長い日)         | 1983년 11월 4일  | 1987년 10월 6일  |
| 23화     | 39화 | 바다 괴물 (ジュラ紀怪獣オジラ!)             | 1984년 3월 30일  | 1987년 10월 13일 |
| 24화     | 37화 | 비극의 웨딩드레스 (マリアンの瞳)            | 1984년 3월 16일  | 1987년 10월 19일 |
| 25화     | 44화 | 꿈 폭풍 (SOS!夢嵐からの脱出)                | 1984년 5월 4일   | 1987년 10월 20일 |
| 26화     | 36화 | 서커스 소년 (銀河サーカス1984)              | 1984년 3월 9일   | 1987년 10월 27일 |
| 27화     | 21화 | 어수선한 잔치 (かわいい恋のパーティ)        | 1983년 11월 18일 | 1987년 11월 2일  |
| 28화     | 35화 | 두마음을 가진 소녀 (立花さん、女になる!?)   | 1984년 3월 2일   | 1987년 11월 3일  |
| 29화     | 29화 | 운수 나쁜날 (ロープウェイ・パニック)        | 1984년 1월 20일  | 1987년 11월 9일  |
| 30화     | 34화 | 뚝딱아저씨 (スネークジョーの逆襲)           | 1984년 2월 24일  | 1987년 11월 10일 |
| 31화     | 33화 | 긴급수송작전 (恐怖のハクション!)            | 1984년 2월 17일  | 1987년 11월 23일 |
| 32화     | 23화 | 별들의 파라솔 (星のパラソル)                | 1983년 12월 2일  | 1987년 11월 24일 |
| 33화     | 26화 | 눈이 내려 슬픈날 (バイバイ・ミラクル)       | 1983년 12월 23일 | 1987년 12월 7일  |
| 34화     | 27화 | 깃털별 탐험 (フェザースターへ!)             | 1984년 1월 6일   | 1987년 12월 8일  |
| 35화     | 31화 | 유리의 꿈 (優のフラッシュダンス)            | 1984년 2월 3일   | 1987년 12월 14일 |
| 36화     | 49화 | 보물찾기 소동 (潜入!立花さんちの秘宝)       | 1984년 6월 8일   | 1987년 12월 21일 |
| 37화     | 32화 | 우정어린 선물 (二人だけのバレンタイン)      | 1984년 2월 10일  | 1987년 12월 22일 |
| 38화     | 41화 | 공부 공부 (勉強しすぎに御用心)              | 1984년 4월 13일  | 1987년 12월 28일 |
| 39화     | 46화 | 다시 피아노를 (私のすてきなピアニスト)      | 1984년 5월 18일  | 1987년 12월 29일 |
| 40화     | 45화 | 별 더듬이 (悲しみの超能力少年)              | 1984년 5월 11일  | 1988년 1월 4일   |
| 41화     | 38화 | 공주와 왕자 (ときめきファンクラブ)          | 1984년 3월 23일  | 1988년 1월 5일   |
| 42화     | 42화 | 추억의 무대 (ママの思い出ステージ)          | 1984년 4월 20일  | 1988년 1월 11일  |
| 43화     | 43화 | 움직이는 가게 (走れ優!カメよりも速く)       | 1984년 4월 27일  | 1988년 1월 12일  |
| 44화     | 40화 | 꽃동네의 밀가루 전생 (くりみヶ丘小麦粉戦争) | 1984년 4월 6일   | 1988년 1월 18일  |
| 45화     | 47화 | 진정한 우정 (マミのファーストキス)          | 1984년 5월 25일  | 1988년 1월 19일  |
| 46화     | 48화 | 마지막 무대를 항해 (優とみどりの初デート!)  | 1984년 6월 1일   | 1988년 1월 25일  |
| 47화     | 50화 | 기억하면 안돼 (マミがいなくなる…)           | 1984년 6월 15일  | 1988년 1월 26일  |
| 48화     | 51화 | 그동안의 이야기들 (俊夫!思い出さないで)     | 1984년 6월 22일  | 1988년 2월 1일   |
| 49화     | 52화 | 이별 그리고 만남 (ファイナル・ステージ)     | 1984년 6월 29일  | 1988년 2월 2일   |

한국에서 미방영 에피소드
- ざしきわらしの冒険 (본 방송일: 1983년 10월 28일)
- 波乱!歌謡祭の夜 (본 방송일: 1983년 12월 16일)
- 前略おばあちゃん (본 방송일: 1984년 1월 27일)